# بلدة باث (مقاطعة ساميت)
بلدة باث هي إحدى البلدات التسع في مقاطعة ساميت، أوهايو، الولايات المتحدة. تعداد عام 2000 وجد 9635 شخصًا في البلدة، إحدى ضواحي أكرون.

## التاريخ
كانت البلدة تُعرف في الأصل باسم ويتفيلد عندما تم مسحها عام 1808. تم تغيير الاسم إلى باث عندما انفصلت تمامًا عن بلدة ريتشفيلد في عام 1818. أصل اسم باث غير معروف. يقال أنه سمي بهذا الاسم لإيجازه.

## روابط خارجية
- موقع ويب Township
- موقع المقاطعة